# Oscar Tundal
Gustaf Oscar Tundal (i riksdagen kallad Tundal i Robertsfors), född 1 januari 1825 i Kristine församling, Kopparbergs län, död 29 mars 1895 i Nordmalings församling, Västerbottens län, var en svensk civilingenjör, disponent och politiker.
Tundal var ledamot av riksdagens andra kammare 1885–1886, invald i Västerbottens mellersta domsagas valkrets. Han tillhörde Lantmannapartiet.